# Utran
Utran là một thị trấn thống kê (census town) của quận Surat thuộc bang Gujarat, Ấn Độ.

## Địa lý
Utran có vị trí 21°14′B 72°52′Đ / 21,23°B 72,87°Đ Nó có độ cao trung bình là 12 mét (39 feet).

## Nhân khẩu
Theo điều tra dân số năm 2001 của Ấn Độ, Utran có dân số 12.894 người. Phái nam chiếm 54% tổng số dân và phái nữ chiếm 46%. Utran có tỷ lệ 73% biết đọc biết viết, cao hơn tỷ lệ trung bình toàn quốc là 59,5%: tỷ lệ cho phái nam là 80%, và tỷ lệ cho phái nữ là 64%. Tại Utran, 13% dân số nhỏ hơn 6 tuổi.